# Jordi Frades
Jordi Frades (Barcelona, 10 de noviembre de 1961) es un director de cine y televisión español.

## Trayectoria
Sus primeros trabajos estaban relacionados con la televisión catalana, dirigiendo numerosos capítulos de la primera telenovela en catalán de TV3 llamada Poblenou en 1994. Otras series catalanas de las que dirigió algunos capítulos fueron Oh, Espanya! (1996-97), El joc de viure (1997), Estació d'enllaç (1994-99), La memòria dels Cargols (1999), Crims (2000), Jet Lag (2001-2003), De moda (2004), Maridos e mulleres (2006) y El cor de la ciutat (2005-2007).
Dio un paso a la industria nacional con la miniserie La bella Otero (2008) y sobre todo con La señora (2008-2010). Continuó sus trabajos dirigiendo 14 de abril. La República (2011) y finalmente llegó a la fama con la serie Isabel (2011-2014), dirigida por él.
En febrero de 2016 se estrenó su primera película, La corona partida, que es una secuela de la serie Isabel y una precuela de la serie Carlos, rey emperador, situándose como nexo entre ambas cronológicamente.
Desde el 27 de enero de 2017 es el director de contenidos de Diagonal TV.
En mayo de 2018 se estrenó la serie La catedral del mar dirigida por él, basada en la obra literaria del mismo título, en Antena3, TV3 y Netflix. Tras el éxito, él mismo dirigió la secuela basada también en la novela homónima del escritor: Ildefonso Falcones,  que continúa con las aventuras de Hugo Llor en Los herederos de la tierra. La serie  con el mismo título, Los herederos de la tierra, tiene previsto su estreno en abril de 2022.

## Filmografía

### Cine
| 1987               | Bar                     | cortometraje, también guionista           |
| 2013               | Mi miedo, Mía y un beso | cortometraje, también productor ejecutivo |
| 2014               | La corona partida       |                                           |
| (Fuente: IMDb.com) |                         |                                           |

### Televisión
| Año                | Serie                      | Canal                | Notas                                      |
| ------------------ | -------------------------- | -------------------- | ------------------------------------------ |
| 1994               | Poblenou                   | TV3                  | 42 episodios                               |
| 1994–99            | Estació d'enllaç           | TV3                  | 33 episodios                               |
| 1996–97            | Oh, Espanya!               | TV3                  | 7 episodios                                |
| 1997               | El joc de viure            | TV3                  | 18 episodios                               |
| 1999               | La memòria dels Cargols    | TV3                  | 5 episodios                                |
| 2000               | Crims                      | TV3                  | 13 episodios, también guionista            |
| 2001–03            | Jet Lag                    | TV3                  | 13 episodios                               |
| 2004               | De moda                    | TV3                  | 8 episodios                                |
| 2005–07            | El cor de la ciutat        | TV3                  | 9 episodios                                |
| 2006               | Maridos e mulleres         | TV3                  | miniserie                                  |
| 2006               | Mar de fons                | TV3                  | 5 episodios                                |
| 2008               | La bella Otero             | TV3                  | miniserie                                  |
| 2008–10            | La señora                  | La 1                 | 10 episodios                               |
| 2009               | Gondar                     | TV3                  | 3 episodios                                |
| 2011–14            | Isabel                     | La 1                 | 14 episodios                               |
| 2011–19            | 14 de abril. La República  | La 1                 | 5 episodios                                |
| 2018               | La catedral del mar        | Antena 3 TV3 Netflix | 8 episodios, también coproductor ejecutivo |
| 2019               | Matadero                   | Antena 3             | 4 episodios, también coproductor ejecutivo |
| 2019–20            | El nudo                    | Antena 3             | 2 episodios                                |
| 2020–21            | #Luimelia                  | Atresplayer          | Productor ejecutivo                        |
| 2022               | Los herederos de la tierra | Antena 3 TV3 Netflix | 8 episodios, también productor ejecutivo   |
| 2022               | La novia gitana            | Antena 3             | Productor ejecutivo                        |
| (Fuente: IMDb.com) |                            |                      |                                            |

## Premios
- En 2012 ganó el premio a Mejor director en los Premios Iris.[8]
- En 2013 recibió el Premio ACE (Nueva York) a Mejor Director.[9]
- En 2014 volvió a conseguir el galardón de Mejor director en los Premios Iris.[10]